# Kozjak
Kozjak je planina na sjevernoj strani grada Kaštela. Njegova je južna padina vrlo strma i klisurasta, a sjeverni kameniti obronci postupno prelaze u valovitu visoravan Zagore. To je u hrvatskom planinarstvu najpoznatije popularno značenje naziva Kozjak, za razliku od manje poznatog, ali znatno višega Velikog Kozjaka iznad Kijeva od 1207 m.
Planina Kozjak proteže se 16 km od kliškog lanca na istoku, što Kozjak dijeli od Mosora i dalje u zapadnom smjeru sve do prijevoja Malačke, a dalje k zapadu nastavlja gorski niz brdo Opor.

## Ime
Ime Kozjak vjerojatno je prijevod grčkog imena planine, za što utemeljenost pronalazimo u obližnjem Trogiru, čije starogrčko ime Tragurion potječe od tragos, što znači koza.

## Vrhovi
Najupečatljiviji dio Kozjaka njegova je južna stijena od 16 km, Greda od Kozjaka, koja je ujedno najduža u Hrvatskoj, iako razmjerno male visine, 50 – 250 m.
Najviši vrh primorskog Kozjaka je Veli vrj (779 mnm) na istoku grebena iznad Kaštel Gomilice. U starijoj literaturi za vrh se navode i imena Sv. Luka ili Kozjak. Na zapadnom dijelu grebena je  Planinarski dom Malačka uz istoimeno sedlo na 466 mnm. Sveti Ivan Biranj (631 m) najviši je vrh zapadnog dijela Kozjaka. Malo zapadnije od vrha nalazi se kapela sv. Ivana koji se slavi kao zaštitnik Kaštel Lukšića.
S južne strane Kozjaka prevladava mediteranska flora, a na sjevernim obroncima prevladava submediteranska flora. Cijeli Kozjak isprepleten je dobro označenim planinarskim stazama, a ima i četiri planinarska doma.

## Greda
Kozjakova Greda najveća je stijena u Hrvatskoj. Izdužena je i masivna. Proteže se od amfiteatra Nugala pa na istok do Bilih pećina. Nema neke izrazite izbočine koja bi predstavljala pravi vrh. Stijena preko grebena prelazi u kozjačku visoravan. Planinarima je omiljena te su ovdje jedni od najljepših i najtežih penjačkih smjerova na Kozjaku. Polovicom stijene skoro vodoravno proteže se prostrana gredina do koje se može pristupiti iz amfiteatra Nugla ili s markirane staze koja vodi na Bile pećine. Iznad gredine stijena je ispostavljena[što?] i djelimice glatka. Ispod Grede tupinolomi su Sv. Juraj i Sv. Kajo.

## Galerija
- Pogled s Kozjaka
- Crkvica sv. Ivana na vrhu Sveti Ivan Biranj[8]
- Cesta na Kozjaku
- Greda. Ispod tupinolom Sv. Juraj. Uz obalu: Kaštel Sućurac, pogoni Dalmacijacementa i Sv. Kajo.

## Vanjske poveznice
|  | Zajednički poslužitelj ima još gradiva o temi Kozjak |